# Juan Moneo
Pour les articles homonymes, voir Moneo.
Juan Moneo, surnommé "El Torta", est un chanteur gitan de flamenco né le 4 septembre 1953 à Jerez de la Frontera (Andalousie, Espagne) dans le quartier de la Plazuela et décédé à Sanlúcar de Barrameda le 31 décembre 2013.

## Biographie
Frère de Manuel Moneo (es) et oncle de "El Barrullo" et Macarena Moneo, Juan Moneo est issu d'une des familles les plus importantes dans l'art du flamenco. Il se distingue par la puissance de sa voix, sa capacité à transmettre. 
À ses débuts, Juan Moneo obtient le prix de Soleares au concours de Mairena del Alcor en 1972. Durant sa carrière, Juan Moneo fréquente davantage les peñas et festivals que les studios d'enregistrement, bien qu'il ait tout de même laissé quatre albums.
À partir de 1991 il collabore à la collection "Flamenco Vivo" et en solo il sort les albums Al compás del nuevo alba (Izquierdo, 1984), Luna Mora (Dro East West, 1989-2002), Colores Morenos (Audivis Ethnic, 1994) et Momentos (Juglar Recordings, 2007). Le guitariste Moraíto Chico l'accompagne souvent. Ses derniers enregistrements remontent à 2012 (V.O.R.S Jerez al cante) édité par BBK. 
Il participe au film Flamenco de Carlos Saura et à divers disques collectifs comme Jerez, Fiesta y Cante Jondo (Audivis Ethnic, 1991) et La Plazuela de los Moneo (Mercurio, 1999).

## Style
Juan Moneo est un chanteur à la forte personnalité dont les nombreux adeptes apprécient les concerts imprévisibles. Juan Moneo a étudié en profondeur l'art flamenco allant jusqu'à sauver de l'oubli des chants que l'on croyait perdus. 
Juan Moneo était remarquable dans les bulerías et les tangos, mais aussi dans des palos plus austères comme les soleares et siguiriyas.